# Isotype
Isotype (obrazový jazyk) International System Of TYpographic Picture Education (Česky : Mezinárodní vzdělávání pomocí obrazů) je metoda zobrazování sociálních, biologických a historických informací v obrazové formě. Nejprve známa jako Vídeňská metoda obrazové statistiky (Wiener Methode der Bildstatistik). Byla vyvinuta v Gesellschafts-und Wirtschaftsmuseum (sociální a ekonické muzeum) ve Vídni v letech 1925 až 1934. Hlavním iniciátorem byl sám zakladatel muzea Otto Neurath. Termín isotype byl poprvé použit na metodu v roce 1935, když byli hlavní aktéři nuceni opustit Vídeň díky vzrůstání moci fašistů.

## Vznik a vývoj
Gesellschafts- und Wirtschaftsmuseum bylo financováno převážně sociálně demokratickou obcí Vídně, která byla samostatným státem (známá jako Rudá Vídeň) v rámci nové republiky Rakouska. Základním úkolem muzea bylo informovat vídeňany o jejich městě. Neurath uvedl, že muzeum není žádná sbírka cenných předmětů, ale učící muzeum. Cílem bylo “ukázat sociální fakta pomocí obrázků” a přivést “mrtvou statistiku ” k životu tím, že ji vytvoří vizuálně atraktivní a pamatovatelnou. Hlavním mottem muzea bylo: “Pamatovat si zjednodušené obrázky je lepší, než zapomenout přesná čísla”. Hlavním nástrojem Vídeňské metody byly obrázové grafy, které by mohli být vyráběny v mnoha kopiích a mohli být posílány i na putovní výstavy.
Od svého počátku byla Vídeňská metoda Isotype týmová práce. Neurath vybudoval druh prototypu pro další rozšiřování grafického designu. V roce 1926 objevil dřevoryty německého umělce Gerdy Arntz a pozval ho ke spolupráci s muzeem. Arntz přijel do Vídně v roce 1929 a začal pracovat na plný úvazek. Jeho zjednodušený grafický styl opakovaných piktogramů pomohl a stal se nedílnou součástí Isotype. Vliv těchto piktogramů na dnešní informační grafiku je zřejmý i když snad ještě nebyl nikdy plně uznán.
Hlavním úkolem isotype byla transformace v komplexní zdroj informací. Hlavním pracovníkem transformace byla od počátku Marie Reidemeister (v roce 1941 Marie Neurath)
Základem projektu byly v první fázi Isotype (později známy jako Vídeňská metoda) byla monumentální kolekce 100 statistických grafů, které jsou uloženy v Gesellschaft und Wirtschaftmuseum (1930).

## Princip
Prvním pravidlem Isotype je, že větší počet není zaznamenán větším piktogramem, ale větším počtem stejně velkých piktogramů. Podle Neurathova názoru rozdíl ve velikosti neumožňuje přesné srovnání (co se srovnává výška délka nebo plocha?), ale opakované piktogramy mají stálou hodnotu a dají se spočítat. Isotype piktogramy se téměř nikdy nezobrazovaly v perspektivě. Nejlepším zdrojem o principu Isotype je kniha Otty Neuratha International picture language (1936).
Vizuální vzdělání byl primární cíl Isotype, který byl zpracováván na výstavách a knihách určených k informování občanů (včetně školní mládeže) o jejich místě ve světě. Ovšem isotypy nikdy nebyli schopny nahradit verbální projev. Neurath si uvědomil, že Isotype nemůže být nikdy plnoprávný jazyk a tak nazval Isotype jazyk -jako technika.